# Không gian học tập

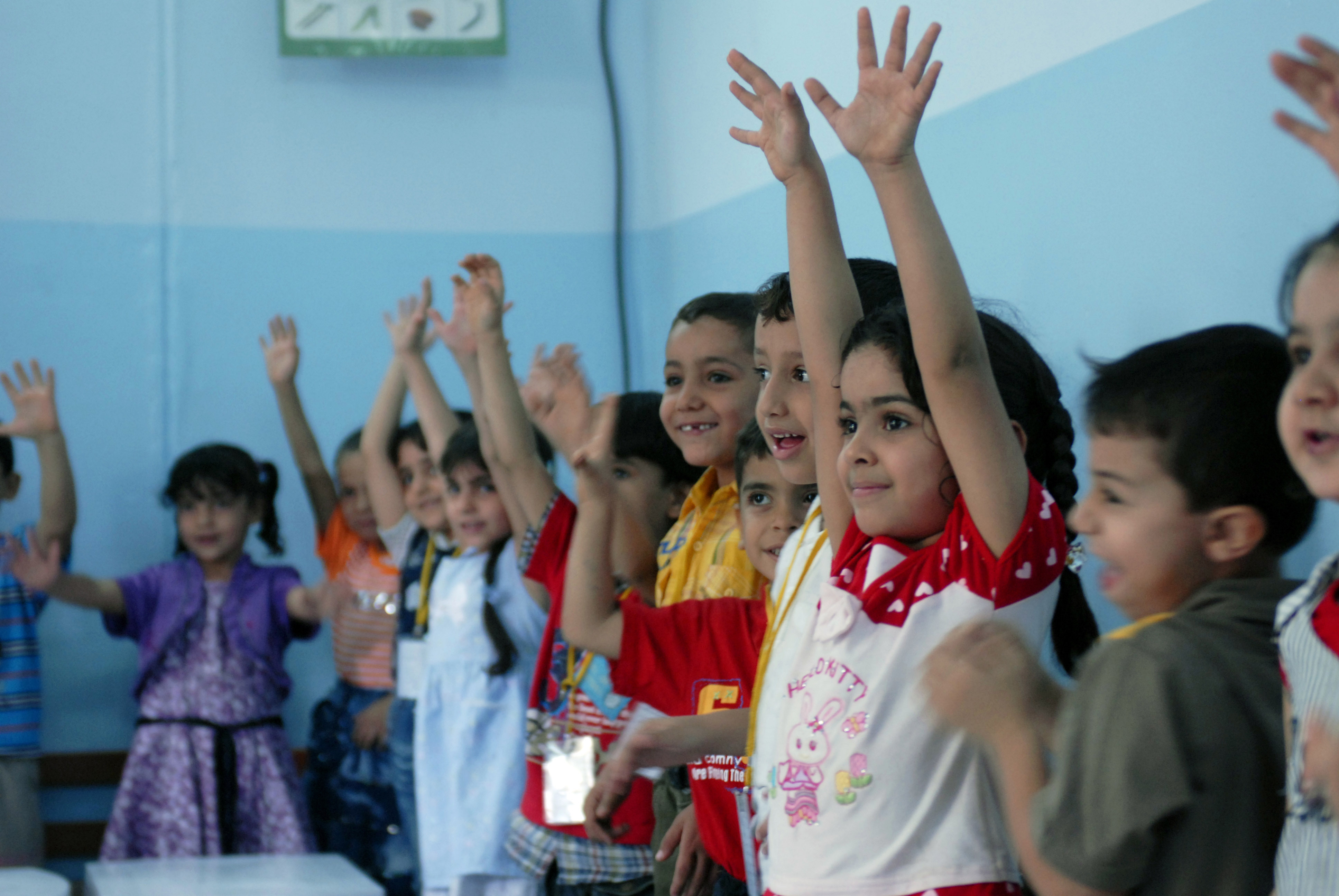
Không gian học tập là những bối cảnh vật lý cho môi trường học tập thuộc mọi loại.

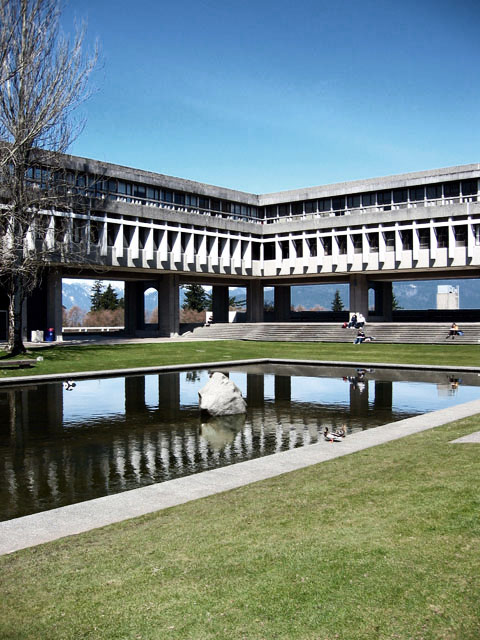
Đại học Simon Fraser, tứ giác học thuật

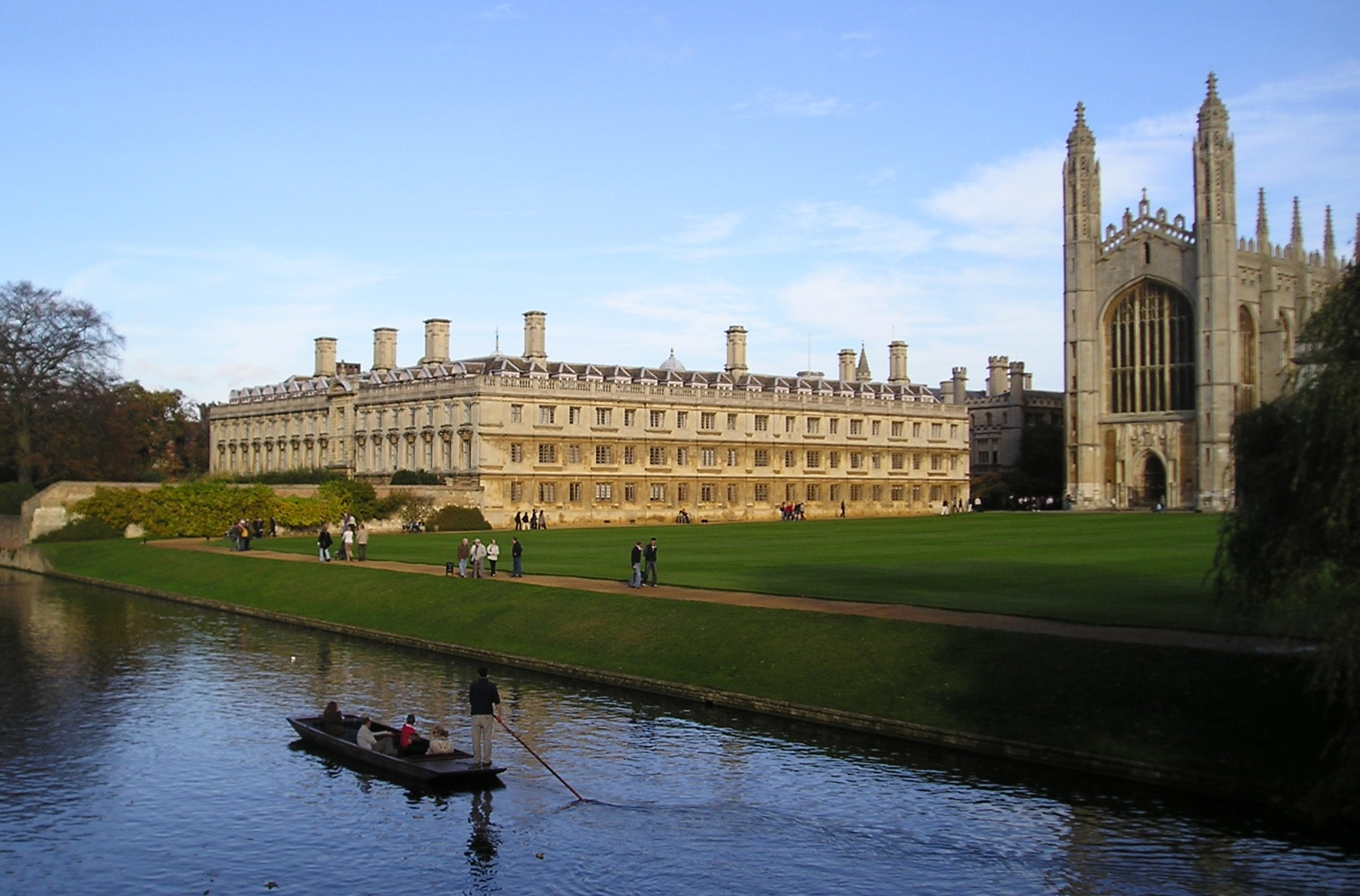
Cao đẳng Kings, Đại học Cambridge

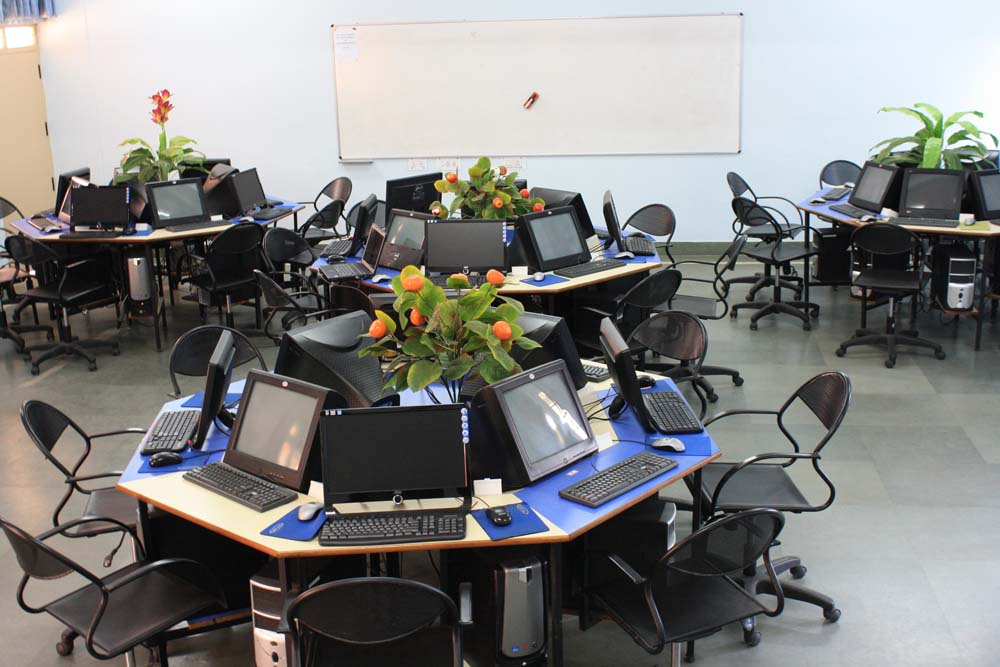
Phòng máy tính tại Bangalore

Không gian học tập hoặc bối cảnh học tập đề cập đến một bối cảnh vật lý cho môi trường học tập, một nơi mà việc giảng dạy và học tập diễn ra. Thuật ngữ này thường được sử dụng như một thuật ngữ thay thế xác định hơn cho "phòng học" nhưng nó cũng có thể chỉ một địa điểm trong nhà hoặc ngoài trời, thực tế hoặc ảo. Không gian học tập rất đa dạng về cách sử dụng, cấu hình, vị trí và cơ sở giáo dục. Chúng hỗ trợ nhiều phương pháp sư phạm khác nhau, bao gồm học tập yên tĩnh, học tập thụ động hoặc chủ động, học tập vận động hoặc thể chất, học tập nghề, học tập trải nghiệm và những phương pháp khác. Vì thiết kế của không gian học tập tác động đến quá trình học tập, nên việc thiết kế không gian học tập theo hướng đến quá trình học tập được coi là rất quan trọng.

## Lịch sử
Từ "school" trong tiếng Anh bắt nguồn từ từ "σχολή" (scholē) trong tiếng Hy Lạp, ban đầu có nghĩa là "giải trí" và cũng có nghĩa là "thứ mà giải trí được sử dụng", và sau đó có nghĩa là "một nhóm người được giảng bài, trường học".  Từ tiếng Nhật cho trường học, "gakuen" (学校), có nghĩa là "khu vườn học tập" hoặc "khu vườn của sự học tập". Từ "kindergarten" trong tiếng Anh là một từ tiếng Đức có nghĩa đen là "khu vườn cho trẻ em", tuy nhiên thuật ngữ này được tạo ra theo nghĩa bóng của một "nơi trẻ em có thể phát triển một cách tự nhiên".
Qua thời gian, các phương pháp giảng dạy khác nhau đã dẫn đến các loại không gian học tập khác nhau. Giảng dạy trực tiếp có lẽ là phương pháp giáo dục chính thức, có cấu trúc lâu đời nhất của nền văn minh và tiếp tục là một hình thức phổ biến trên khắp thế giới. Về bản chất, nó liên quan đến việc truyền đạt thông tin từ người có nhiều kiến thức sang người có ít kiến thức hơn, có thể nói chung hoặc liên quan đến một môn học hoặc ý tưởng cụ thể. Phương pháp này thường được sử dụng trong các lớp học truyền thống.
Phương pháp Socratic được phát triển cách đây hơn hai thiên niên kỷ để đáp ứng với việc giảng dạy trực tiếp trong các trường học của Hy Lạp cổ đại. Hình thức đối thoại, đặt câu hỏi của nó tiếp tục là một hình thức học tập quan trọng trong các trường luật phương Tây. Phương pháp này thường được sử dụng trong các phòng hội thảo và giảng đường nhỏ hơn.
Học tập thực hành, một hình thức học tập tích cực và trải nghiệm, có trước ngôn ngữ và khả năng truyền đạt kiến thức bằng các phương tiện khác ngoài việc trình diễn, và đã được chứng minh là một trong những phương tiện học tập hiệu quả hơn và trong hai thập kỷ qua đã được trao cho một vai trò ngày càng quan trọng trong giáo dục. Phương pháp này được sử dụng trong các không gian học tập ngoài trời, phòng thí nghiệm chuyên biệt, xưởng phim, cửa hàng nghề, không gian sáng tạo và trong các cơ sở giáo dục thể chất.

## Tầm quan trọng

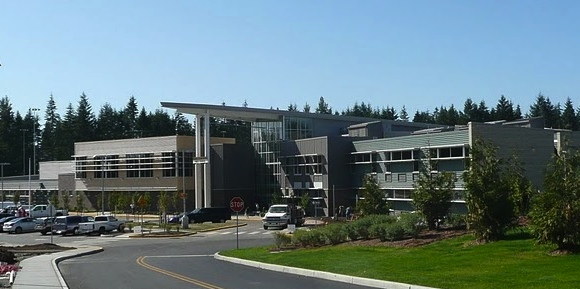
Trường Trung học Lynnwood là cơ sở được thành lập năm 2009 kết hợp nhiều đặc điểm thiết kế tiên tiến của không gian học tập và sư phạm thế kỷ 21.

Đặc điểm vật lý và/hoặc ảo của không gian học tập đóng vai trò quan trọng trong hiệu quả của chúng và, bằng cách tác động đến việc học tập của học sinh, đối với xã hội. Winston Churchill đã nói: "Chúng ta định hình các tòa nhà của mình và sau đó các tòa nhà của chúng ta định hình chúng ta."
Tầm quan trọng của sự tương tác giữa cá nhân và môi trường của họ từ lâu đã được thiết lập bởi lý thuyết trường và không gian sống của Kurt Lewin, khái niệm vi hệ thống của Urie Bronfenbrenner, lý thuyết học tập theo tình huống của Jean Lave và Etienne Wenger và những người khác Nghiên cứu tiếp tục cho chúng ta thấy rằng học tập tích cực và không gian học tập được thiết kế để hỗ trợ học tập tích cực góp phần vào việc học tập hiệu quả hơn và khuyến khích các phương pháp giảng dạy khác nhau.

## Đặc điểm không gian
Không gian học tập không còn giới hạn trong các cơ sở giáo dục truyền thống. Chúng ngày càng đa dạng về phong cách, cấu hình và địa điểm. Đặc điểm vật lý của chúng bao gồm nhiều biến số, chẳng hạn như kích thước, hình thức và hình dạng; môi trường; công nghệ; loại không gian và tính phù hợp với hoạt động và người dùng dự định; vị trí; và nhiều người khác. Một nguyên tắc cơ bản của không gian học tập trong nhà là cung cấp nơi trú ẩn, mặc dù nhiều cơ sở từ trường học đến phòng học di động không cung cấp nơi trú ẩn giữa các không gian riêng lẻ. Không gian học tập ngoài trời dựa vào quần áo và vật dụng cá nhân để duy trì sự thoải mái.
Vị trí của không gian học tập ảnh hưởng đến cả mối quan hệ chức năng và vận hành của nó với các không gian khác, nhóm sinh viên và giảng viên, chương trình học tập và không gian hỗ trợ. Tỷ lệ chiều cao-chiều rộng-chiều dài của một không gian có thể ảnh hưởng đến khả năng của người học nhìn thấy tài liệu hướng dẫn hoặc trình diễn hoặc người thuyết trình. Hướng của không gian về phía các không gian liền kề hoặc môi trường ngoài trời có thể ảnh hưởng đến các hoạt động, sự thoải mái về nhiệt độ, cũng như sự thâm nhập của ánh sáng ban ngày (nếu có) vào các thời điểm khác nhau trong ngày.
Nhu cầu về tính linh hoạt và khả năng thích ứng ngày càng tăng đã thấy việc sử dụng nhiều hơn các vách ngăn di động để kết hợp và tách biệt các không gian. Sự an toàn và an ninh trong các trường học, bao gồm các vụ bạo lực, bắt nạt và phá hoại lớn đã dẫn đến việc sử dụng nhiều hơn các hệ thống giám sát an ninh, các chiến lược như phòng chống tội phạm thông qua thiết kế môi trường (CPTED) và đôi khi là các cuộc thảo luận cạnh tranh về tính minh bạch so với việc phong tỏa có thể nhìn thấy của các không gian học tập.

### Nhiệt độ
Sự thoải mái về nhiệt độ của một không gian học tập rất quan trọng đối với sự thoải mái của học sinh và do đó, đối với việc học tập. Điều này bị ảnh hưởng bởi một số yếu tố: nhiệt độ phòng xung quanh, lưu thông không khí (qua cửa sổ mở, thông gió cơ học, gió lùa qua các bề mặt lạnh và quạt phòng) và ánh nắng mặt trời. Việc cách nhiệt cửa sổ, cửa sổ có bóng che và bố trí cẩn thận các ống thông gió đều có thể ảnh hưởng đến sự thoải mái.

### Thông gió
Mức độ thông gió thích hợp rất quan trọng đối với sức khỏe, sự thoải mái và chức năng nhận thức của người cư ngụ, tất cả đều cần thiết cho việc học tập hiệu quả. Các nghiên cứu gần đây tại Đại học Harvard và Đại học Syracuse đã báo cáo rằng các tạp chất trong không khí có thể gây suy giảm nhận thức đáng kể. Thiếu hụt nhận thức đáng kể được quan sát thấy trong điểm số thực hiện trong môi trường có nồng độ ngày càng tăng của các hợp chất hữu cơ dễ bay hơi (VOC) hoặc carbon dioxide. Mức độ tạp chất cao nhất đạt được trong nghiên cứu không phải là hiếm gặp ở một số môi trường lớp học hoặc văn phòng. Lọc không khí để giảm bụi và phấn hoa có thể rất quan trọng để giúp ngăn ngừa các phản ứng dị ứng ở học sinh.

### Tầm nhìn
Các lý thuyết cho rằng việc nhìn ra ngoài cửa sổ gây mất tập trung là một trong những động lực chính cho việc xây dựng các lớp học không có cửa sổ vào những năm 1960 và 1970. Các nghiên cứu gần đây hơn đã chứng minh rằng tầm nhìn ra thiên nhiên có khả năng cải thiện sức khỏe và tinh thần, và những môi trường kích thích hơn có thể thúc đẩy sự cải thiện trong việc học tập và ghi nhớ. Các bác sĩ nhãn khoa đã nhấn mạnh tầm quan trọng của việc nhìn xa để giúp thư giãn mắt khi làm việc gần, chẳng hạn như trên màn hình video hoặc máy tính. Lý thuyết phục hồi sự chú ý cho rằng tầm nhìn ra khung cảnh thiên nhiên có khả năng khôi phục khả năng tập trung và chú ý của một người sau hoạt động nhận thức căng thẳng..

### Ánh sáng tự nhiên

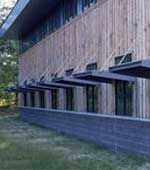
Các tấm che bên ngoài hoặc kệ đèn mang lại bóng mát cho căn phòng mà không làm gián đoạn tầm nhìn

Ánh sáng tự nhiên trong bất kỳ không gian nào đều có thể được cung cấp thông qua cửa sổ, cửa ra vào hoặc giếng trời. Cung cấp ánh sáng tự nhiên đã được chứng minh là có tác động cao đến không gian học tập. Được kiểm soát và bố trí đúng cách, nó đã được chứng minh là có tác động tích cực đáng kể đến kết quả học tập và hành vi của học sinh. Nếu không được kiểm soát và bố trí đúng cách, nó có thể cản trở khả năng đọc, xem tài liệu trình diễn hoặc gây khó chịu về thể chất. Các phương pháp kiểm soát bao gồm rèm cửa sổ cố định hoặc có thể điều chỉnh, màn che nắng bên ngoài, kệ đèn bên trong hoặc "kính thông minh" có thể làm mờ.

### Ánh sáng
Đối với những không gian học tập không có đủ ánh sáng tự nhiên, thì ánh sáng nhân tạo là cần thiết để hỗ trợ việc học tập hiệu quả. Mức độ chiếu sáng, loại ánh sáng, khả năng hiển thị màu sắc và loại thiết bị chiếu sáng đều là những thành phần quan trọng cho các phong cách và hoạt động học tập khác nhau. Các lớp học có giảng dạy trực tiếp yêu cầu mức độ chiếu sáng khác với những lớp học sử dụng màn hình máy tính hoặc video. Có thể cần ánh sáng tác vụ cụ thể để bổ sung cho ánh sáng chung trong phòng thí nghiệm khoa học, xưởng nghề hoặc phòng tập thể dục. Khả năng hiển thị màu sắc và nhiệt độ màu (màu sắc cảm nhận được của ánh sáng) có thể ảnh hưởng đến tâm trạng của học sinh và nội dung giáo dục hoặc dự án (ví dụ: dự án nghệ thuật). Cũng như ánh sáng tự nhiên, việc cá nhân hóa ánh sáng thông qua điều khiển thủ công của người dùng có thể cung cấp khả năng linh hoạt và sự hài lòng của người dùng cao nhất.

### Âm học
Nghiên cứu đã chỉ ra rằng trẻ em cần không gian học tập yên tĩnh hơn với ít tiếng vang hơn để nghe và hiểu các từ được nói hơn người lớn. Ngay cả những người nghe bình thường, khỏe mạnh dưới 13 tuổi cũng gặp khó khăn hơn nhiều trong việc phân biệt tín hiệu bằng lời nói với tiếng ồn nền. Học sinh bị mất thính lực (ví dụ, do nhiễm trùng tai), đang học ngôn ngữ mới hoặc có vấn đề về thính giác hoặc chú ý cần âm thanh thuận lợi hơn để hiểu lời nói. Để đáp ứng, Viện Tiêu chuẩn Quốc gia Hoa Kỳ (ANSI) đã giảm giới hạn chấp nhận được của tiếng ồn nền trong lớp học xuống 35 dBA và 55 dBC.

### Bề mặt
Bề mặt của tường, sàn, trần và đồ nội thất có thể ảnh hưởng đáng kể đến chức năng, độ bền và hiệu quả của không gian học tập. Độ phản xạ của bề mặt ảnh hưởng đến mức độ ánh sáng, độ chói, tâm trạng và độ hiển thị màu sắc. Âm học bị ảnh hưởng bởi khả năng hấp thụ âm thanh của trần, tường và sàn nhà; thảm làm giảm tiếng ồn va đập của bàn chân và tiếng vang; trần thạch cao hoặc thạch膏 sơn tăng độ vang và độ rõ của lời nói. Độ bền, ảnh hưởng đến tính thẩm mỹ theo thời gian, có thể quyết định tính hữu ích và hiệu quả lâu dài của không gian, bao gồm cả tác động lâu dài đến sức khỏe của học sinh. Vệ sinh cũng là một yếu tố trong việc duy trì môi trường lành mạnh, đặc biệt là đối với trẻ nhỏ, những người có xu hướng tiếp xúc vật lý nhiều hơn với bề mặt sàn và tường.

## Đồ nội thất
Để không gian học tập hoạt động trong hơn một vài phút, cần có đồ nội thất cho học sinh và giáo viên. Cùng với không khí trong phòng, đây là sự tương tác trực tiếp nhất của người sử dụng với không gian của họ. Cấu hình và công thái học cần được điều chỉnh theo các hoạt động trong không gian học tập để việc học tập hiệu quả nhất.
Trước đây, bàn ghế học sinh và ghế dài được xếp thành hàng hướng về phía trước lớp học, thường được cố định trên sàn nhà. Điều này hỗ trợ việc học thụ động và các phương pháp giảng dạy trực tiếp nhưng không hỗ trợ việc học tập tích cực và lấy học sinh làm trung tâm. Học tập tích cực, bao gồm cộng tác, hoạt động nhóm và học tập dựa trên dự án, yêu cầu học sinh di chuyển giữa đồ nội thất và không gian và yêu cầu các cấu hình đồ nội thất khác nhau, thường là trong cùng một buổi học. Khi giáo viên chuyển khỏi bục giảng để tương tác, tham vấn và hướng dẫn học sinh, họ cũng cần phải di chuyển. Nhận thức được tầm quan trọng của việc cá nhân hóa và phân biệt trong các hoạt động và môi trường học tập. Các nghiên cứu chỉ ra rằng con người, và đặc biệt là học sinh trẻ, cần phải di chuyển thường xuyên. Điều này cho thấy rằng nhiều loại hình thức, cấu hình và sự linh hoạt của đồ nội thất có thể góp phần vào hiệu quả của không gian học tập. Công nghệ cá nhân, thường cầm tay, cũng đòi hỏi các tư thế và vị trí khác nhau để mọi người ngồi, đứng hoặc thư giãn. Ghế có tay vịn máy tính bảng để ghi chép không hữu ích cho việc giữ máy tính xách tay và các thiết bị cầm tay thường được hỗ trợ trên đầu gối và đùi, không phải đồ nội thất.

## Công nghệ

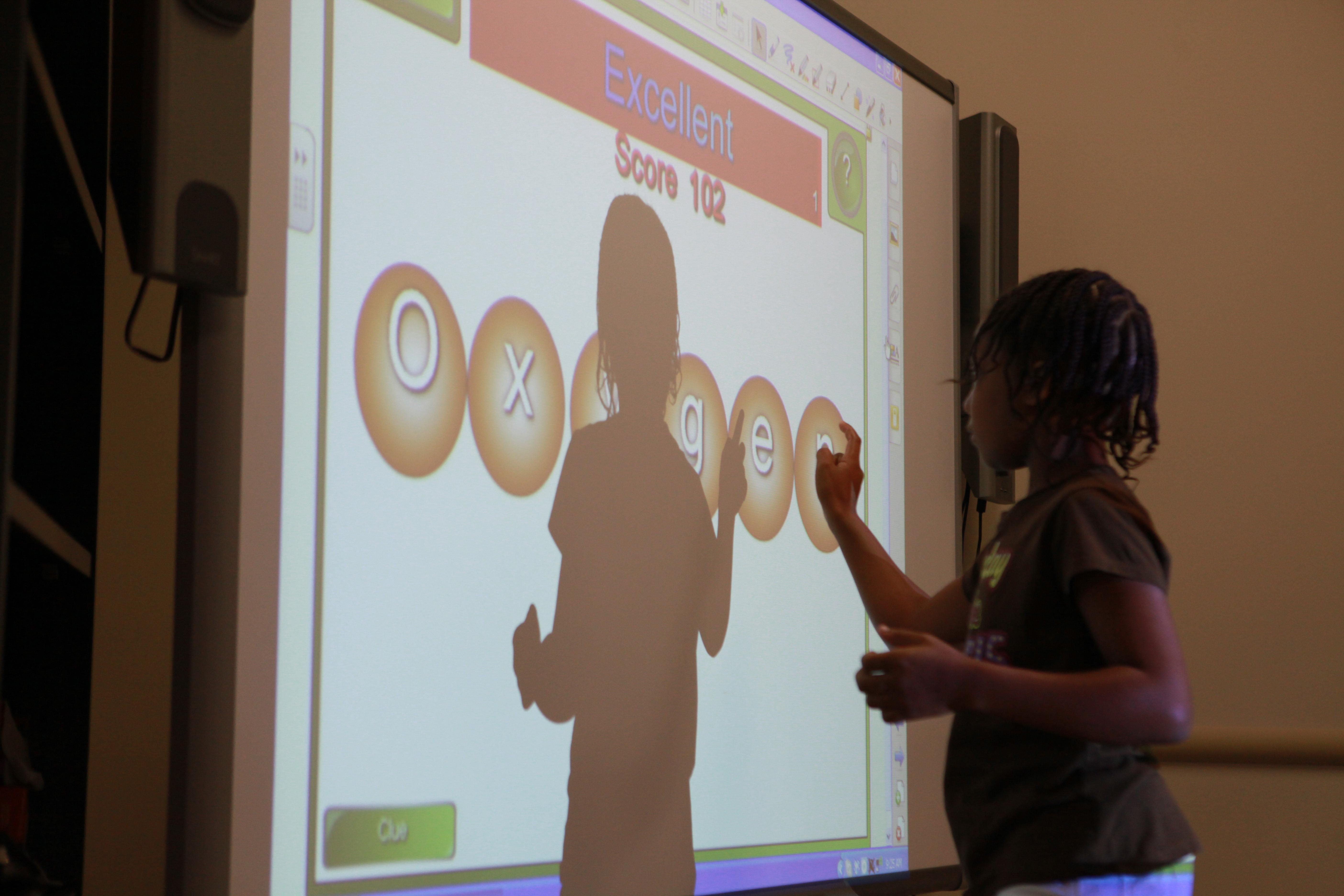
Học sinh sử dụng bảng trắng tương tác ("Bảng thông minh")

Cho đến gần đây, công nghệ trong không gian học tập hầu như chỉ dành cho giảng viên sử dụng. Giờ đây, học sinh có quyền truy cập nhiều hơn vào công nghệ lớp học và công nghệ cá nhân trong lớp học. Với khả năng truy cập Internet, sách điện tử và nội dung kỹ thuật số khác, công nghệ đã vượt khỏi các loại bài thuyết trình đơn giản sang nghiên cứu, tạo, cộng tác và trình bày hoặc xuất bản thực tế. Các công nghệ chính trong không gian học tập hiện đại bao gồm: máy chiếu, bảng tương tác và máy chiếu, máy tính (máy tính để bàn, máy tính xách tay, máy tính bảng hoặc thiết bị di động), máy ảnh tài liệu, máy ảnh kỹ thuật số, hội nghị truyền hình, hệ thống phát lại âm thanh và video, tăng cường giọng nói, Wi-Fi, Truy cập Internet và các thiết bị khác.

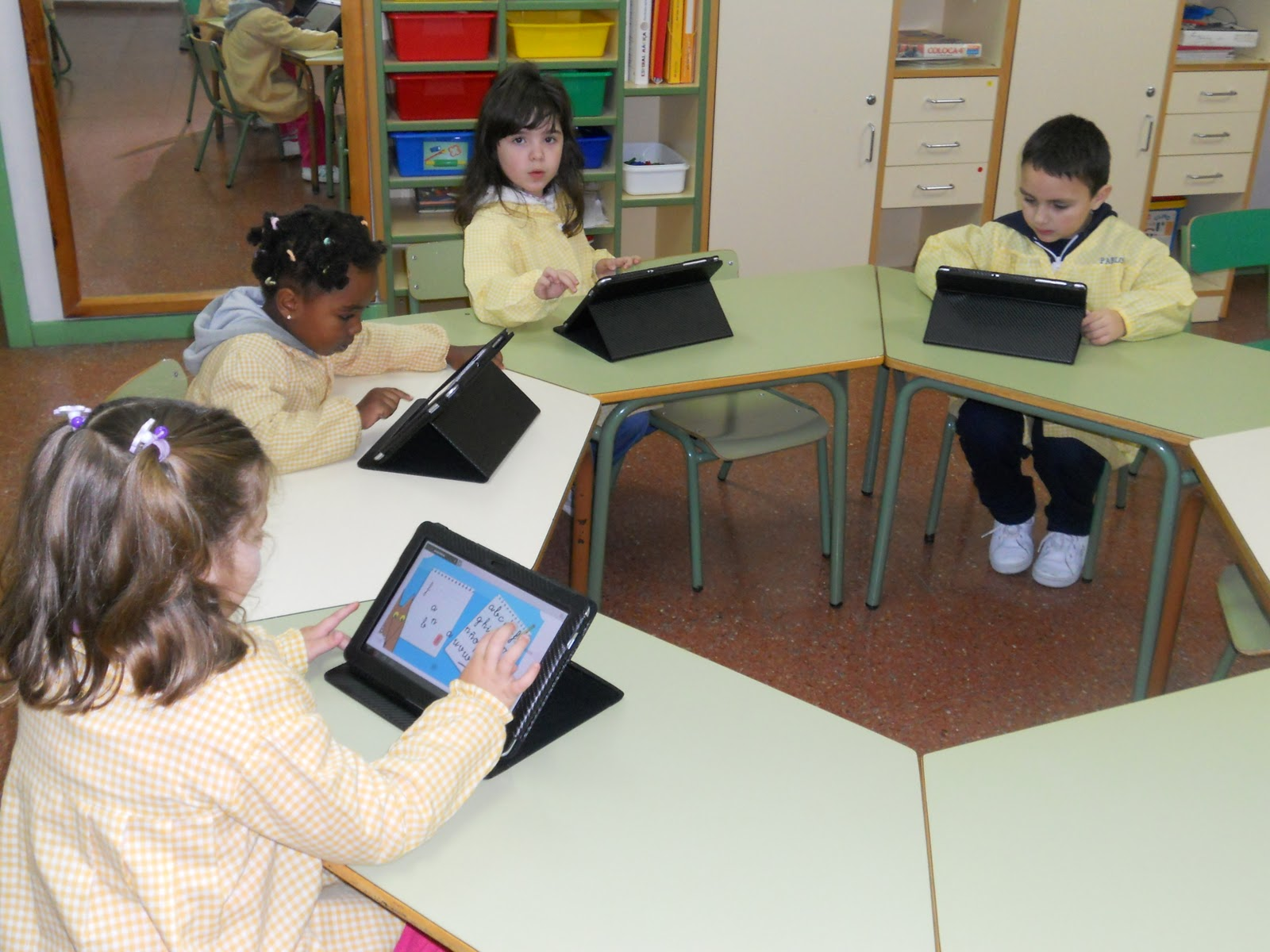
Những học sinh với máy tính bảng

Công nghệ di động và cá nhân đang biến đổi cách sử dụng và cấu hình không gian học tập. Nó cho phép học tập - bao gồm nghiên cứu, cộng tác, sáng tạo, viết lách, sản xuất và trình bày - có thể diễn ra ở hầu hết mọi nơi. Ví dụ, thiết bị di động cho phép giao tiếp với học sinh dễ dàng hơn. Các công cụ mạnh mẽ của nó hỗ trợ sự sáng tạo trong suy nghĩ - thông qua sự cộng tác, tạo ra và sản xuất không đòi hỏi sự khéo léo của bàn tay. Nó thúc đẩy việc cá nhân hóa không gian học tập của giáo viên và học sinh, điều này vừa hỗ trợ trực tiếp hoạt động học tập vừa hỗ trợ gián tiếp thông qua việc tạo ra cảm giác sở hữu và liên quan cao hơn.

## Tính bền vững
Kiến trúc bền vững (hay 'xanh') là thiết kế nhằm giảm thiểu tác động tiêu cực đến môi trường của các tòa nhà thông qua việc sử dụng hiệu quả và tiết độ vật liệu, năng lượng và không gian phát triển. Nó sử dụng một cách tiếp cận có ý thức về bảo tồn năng lượng và sinh thái trong thiết kế môi trường xây dựng. Mục đích của thiết kế bền vững (hay sinh thái) là đảm bảo rằng các hành động và quyết định hiện tại không ức chế cơ hội của các thế hệ tương lai. Các thuộc tính bền vững được công nhận về tầm quan trọng của chúng đối với hiệu quả của không gian học tập, từ góc độ thoải mái và sức khỏe của người sử dụng, quản lý quỹ công cộng và như một công cụ trình diễn để hỗ trợ các sáng kiến bền vững hoặc trở thành một phần của chương trình giảng dạy của trường. Có nhiều hệ thống xếp hạng khác nhau cho hiệu suất và việc kết hợp các tính năng bền vững trong các tòa nhà nói chung và trường học và các không gian học tập khác. Bao gồm các yêu cầu và hệ thống xếp hạng từ (LEED, BREEAM, Energy Star, Collaborative for High Performance Schools, The 2030 °Challenge, Living Building Challenge, các tiêu chuẩn cấp bang khác nhau cho trường học (ví dụ: Washington Sustainable Schools Protocol), có thể được bắt buộc, khuyến khích hoặc tự nguyện, tùy thuộc vào thẩm quyền.
Không gian học tập phải bền vững và tạo điều kiện thuận lợi cho giáo dục phát triển bền vững như các lớp học thông minh làm.

## Các loại cơ sở giáo dục
Không gian học tập được cung cấp trong nhiều loại hình tổ chức, tòa nhà, môi trường và mô hình tổ chức khác nhau.

### Trường học một phòng

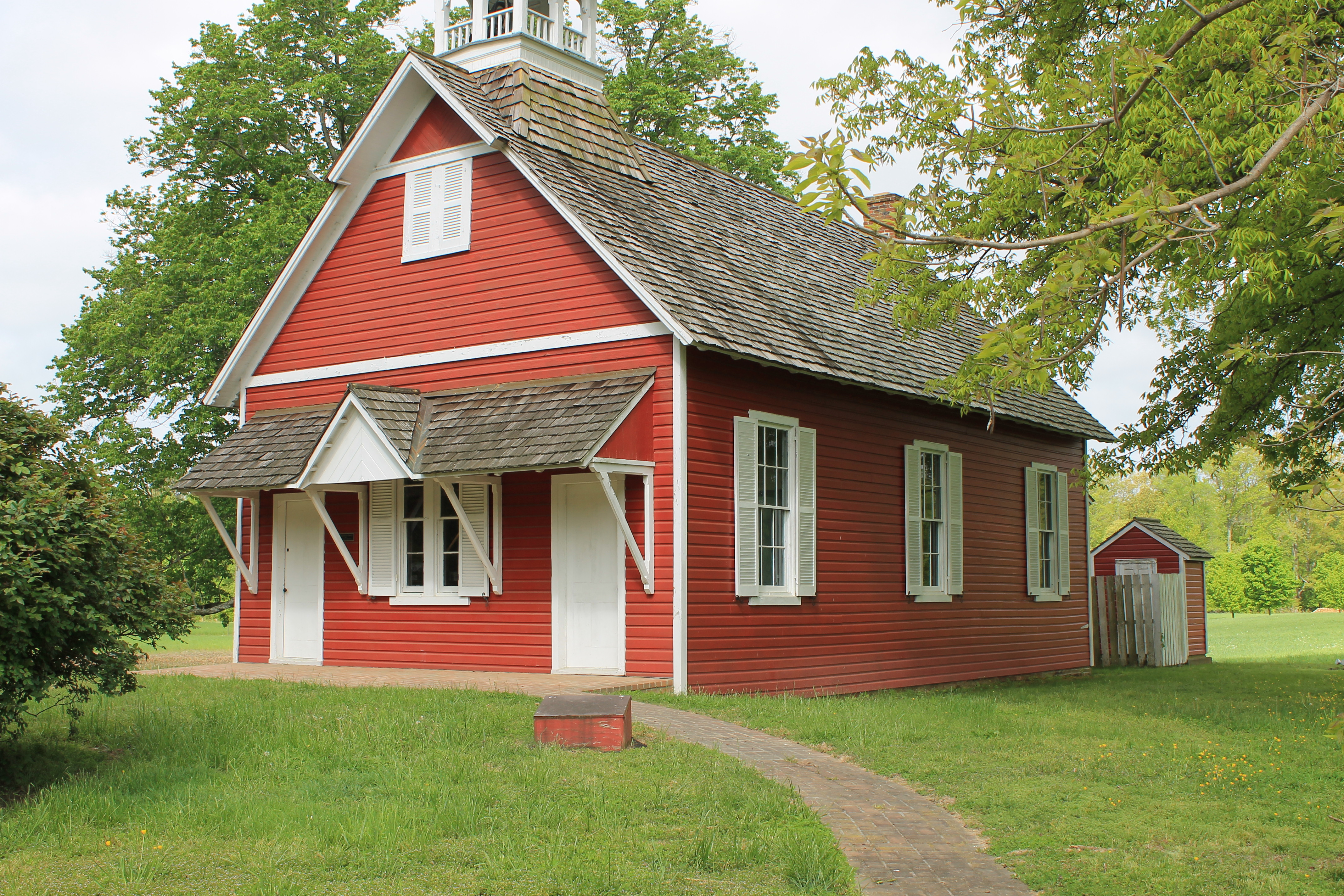
"Ngôi trường nhỏ màu đỏ" truyền thống ở Maryland, Mỹ

Mô hình trường học một phòng, hay còn được gọi là "shrools", là phổ biến ở các vùng nông thôn của nhiều quốc gia ở Châu Âu, Bắc Mỹ và Khối thịnh vượng chung trong suốt thế kỷ 19 và đầu thế kỷ 20, chủ yếu ở các vùng nông thôn (quốc gia) và thị trấn nhỏ. Thiết kế của trường rất đơn giản - tất cả học sinh đều học trong một phòng duy nhất với một giáo viên dạy các môn cơ bản cho nhiều lớp học của học sinh tiểu học. Mặc dù ở nhiều nơi, các trường học một phòng không còn được sử dụng, nhưng chúng vẫn thường được tìm thấy ở các nước đang phát triển và các vùng nông thôn hoặc xa xôi, bao gồm các vùng xa xôi của miền Tây nước Mỹ, quần đảo Falkland và quần đảo Shetland. Với công nghệ kỹ thuật số hiện đại cung cấp kết nối với các tài nguyên và cộng đồng xa xôi, mô hình này đang được xem xét lại như một hình thức khả thi.

### Các trường học truyền thống

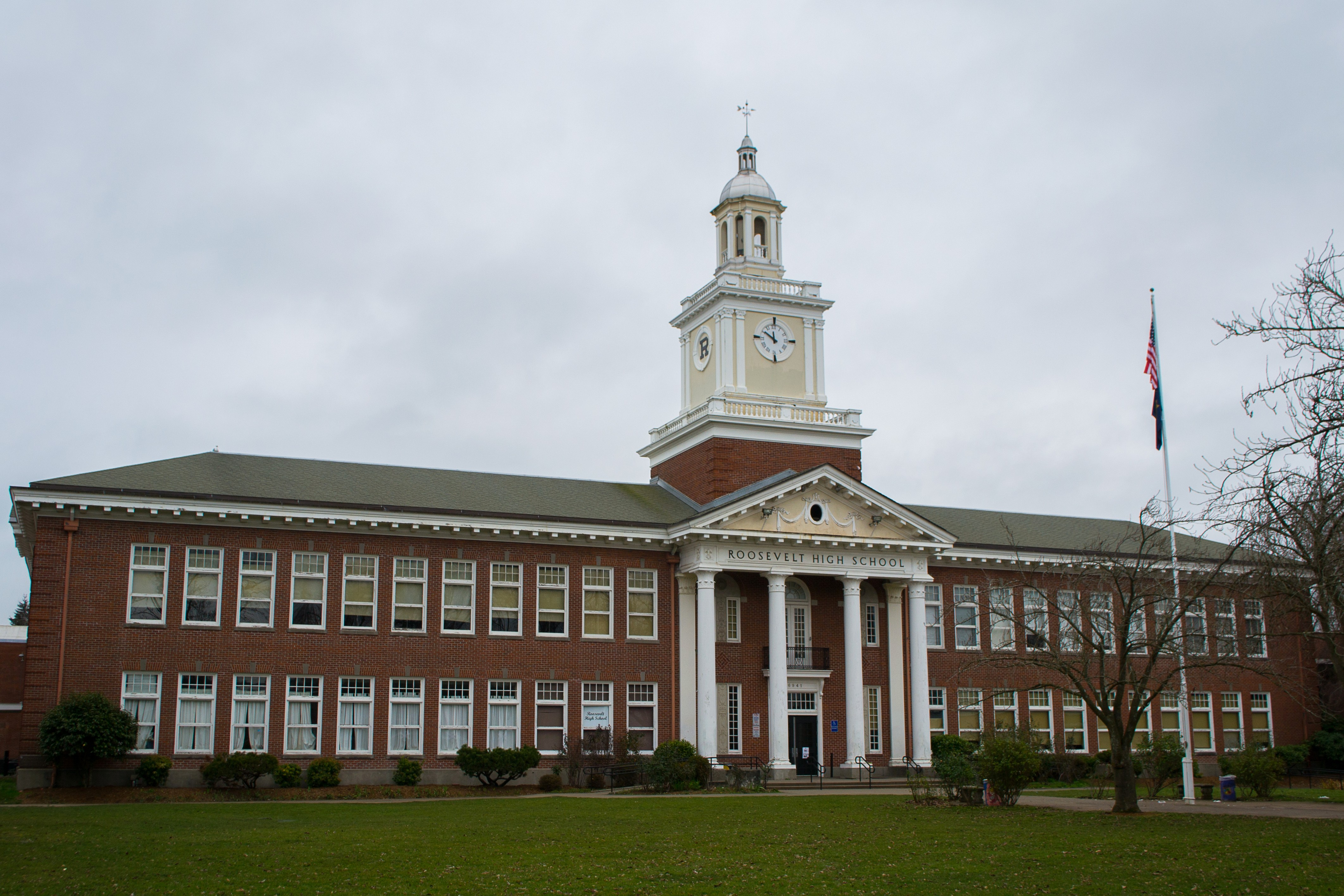
Ngôi trường "mô hình nhà máy" truyền thống đầu thế kỷ 20, trường trung học Roosevelt, Oregon, Mỹ

Mô hình trường học này, cũng được gọi là "trường học kiểu nhà máy", được phát triển vào cuối thế kỷ 19 và đầu thế kỷ 20, là hình thức trường học phổ biến nhất ở nhiều nơi trên thế giới. Các lớp học và cơ sở vật chất được bố trí thành "dây chuyền lắp ráp", tương tự như phương pháp sư phạm chia sẻ phương pháp của nó. Tiêu chuẩn hóa và hiệu quả của không gian, thời gian và vật liệu là các thành phần chính của mô hình này. Bàn ghế của học sinh được sắp xếp thành hàng, thường được cố định tại chỗ, hướng về phía tường giảng dạy. Các lớp học cũng được sắp xếp thành hàng dọc theo hành lang đôi. Mô hình này cũng được gọi là mô hình "tế bào và chuông".
Sau Thế chiến thứ hai và sự xuất hiện của phong cách kiến trúc quốc tế, sản xuất hàng loạt, tối đa hóa hiệu quả của không gian và khối lượng, và vật liệu tiết kiệm chi phí đã thay thế cho trang trí và các cân nhắc thẩm mỹ trong thiết kế, vì vậy các trường học bắt đầu trông giống như nhà máy khi chúng được cấu hình và vận hành.

### Trường học mở
Trường học mở và lớp học mở ở Châu Âu và Bắc Mỹ được phát triển vào thập niên 1960 từ phong trào giáo dục tiến bộ. Song song với một nền sư phạm lấy học sinh làm trung tâm, các cơ sở không có tường nội thất này được xây dựng để thúc đẩy việc dạy học theo nhóm, học sinh di chuyển giữa các "khu vực học tập" và tiết kiệm chi phí xây dựng và vận hành các cơ sở. Thiếu sự phân tách âm thanh và tuyên bố về sự phân tâm thị giác đã khiến nhiều trường học này trở nên không phổ biến. Nhiều trường được xây dựng trong cuộc khủng hoảng năng lượng vào đầu những năm 1970 và cùng với việc tập trung vào bên trong, cửa sổ đã bị giảm hoặc loại bỏ khỏi các khu vực học tập. Thiết kế này cũng dẫn đến chất lượng không khí trong nhà kém và mức độ ánh sáng tự nhiên thấp, mà các nghiên cứu gần đây đã chỉ ra là rất quan trọng đối với một không gian học tập hiệu quả.

### Trường học tư vấn
Trong mô hình này, giáo viên các môn học chính có vai trò kép là cố vấn và giáo viên trong lĩnh vực chuyên môn của họ. Thay vì các lớp học chung, các trường được thiết kế với các không gian tư vấn, là những khu vực mở có các bàn làm việc linh hoạt, khu vực hội nghị và cộng tác. Ngoài ra còn có các khu vực cho các môn học yêu cầu thiết bị đặc biệt, chẳng hạn như mỹ thuật và âm nhạc. Học sinh tự học với tốc độ của riêng mình cho đến khi đạt được sự thành thạo trong học tập, loại bỏ chuông trường, học kỳ và năm học. Mô hình tư vấn khuyến khích xây dựng mối quan hệ ngang hàng giữa học sinh ở các độ tuổi và hoàn cảnh khác nhau, điều này làm giảm các hành vi tiêu cực trên mạng xã hội như bắt nạt và sự phát triển của các nhóm bạn bè khép kín.

### Cộng đồng học tập nhỏ
Mô hình cộng đồng học tập nhỏ (SLC) được cấu trúc để cung cấp một môi trường học tập được cá nhân hóa hơn, bao gồm sự hợp tác giữa giáo viên và giữa học sinh, các nghiên cứu liên ngành và học tập dựa trên dự án, mặc dù các trường không cần cung cấp bất kỳ hoặc tất cả các khía cạnh này trong mô hình chương trình giảng của họ. SLC về cơ bản là các cụm hoặc nhóm không gian học tập riêng biệt, thường có một khu vực chung hoặc linh hoạt trung tâm, với nhiều phòng học và phòng họp nhóm mở ra, bao gồm một số lớp học hoặc phòng học tập và một phòng thí nghiệm khoa học. Các SLC theo chủ đề hoặc tập trung vào nghề nghiệp cụ thể cũng có thể kết hợp các phòng thí nghiệm đặc biệt, không gian sáng tạo hoặc cửa hàng dạy nghề. Một trường học sẽ có nhiều SLC, thường có từ 100 đến 200 học sinh, có thể được vận hành theo mô hình khoa, học viện hoặc trường nhỏ.

### Các trường học ngoài trời

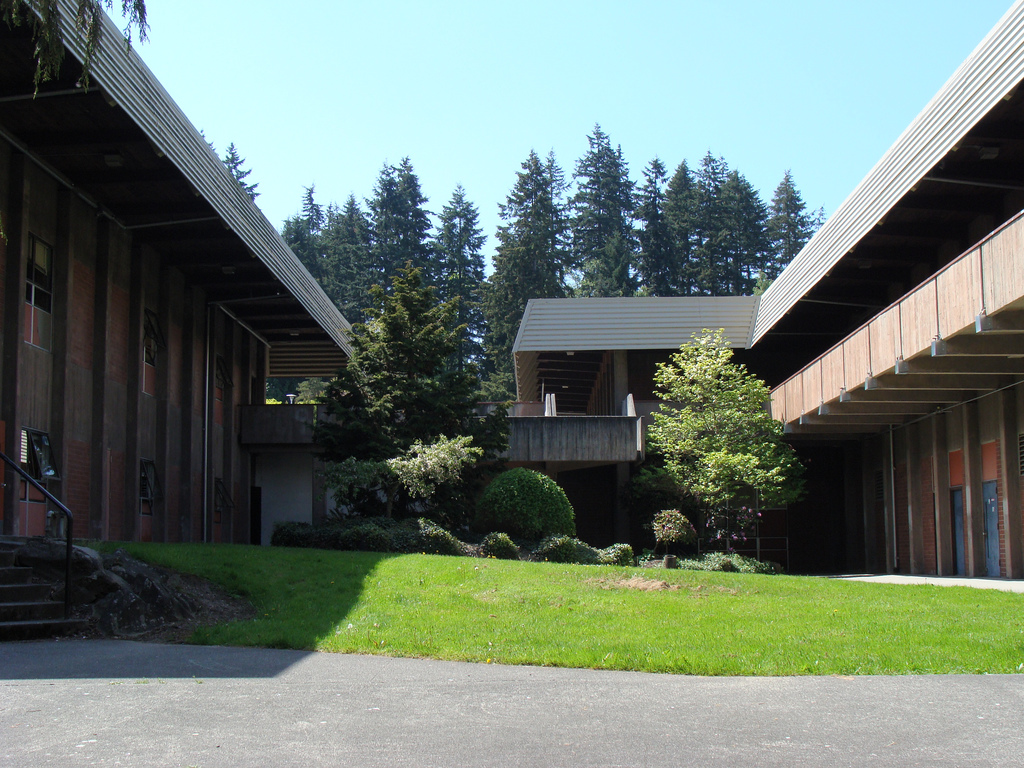
"Phong cách California", lối đi ngoài trời tại trường trung học Lynnwood ban đầu (hiện đã bị phá bỏ)

Mô hình này, còn được gọi là trường học kiểu California ở một số khu vực, là tập hợp các tòa nhà cùng nhau tạo thành một trường học hoặc cơ sở học tập nhưng không được kết nối bằng các hành lang trong nhà, kín. Tất cả sự lưu thông giữa các không gian chính đều ở ngoài trời. Điều này tương tự như một khuôn viên trường đại học, nhưng với các tòa nhà không có các tuyến đường lưu thông trong nhà chính như có thể tìm thấy trong một tòa nhà khoa. Một số trường học được cung cấp các lối đi bên ngoài có mái che (hoặc lối đi thoáng mát) giữa các tòa nhà hoặc dọc theo các cạnh để cung cấp nơi trú ẩn khi di chuyển giữa các phòng. Thiết kế này đã bị chỉ trích do không phù hợp với một số điều kiện khí hậu và lo ngại về an toàn và bảo mật khi buộc học sinh phải ra ngoài trời vào những khu vực không có rào chắn và không an toàn..

### Lớp học di động

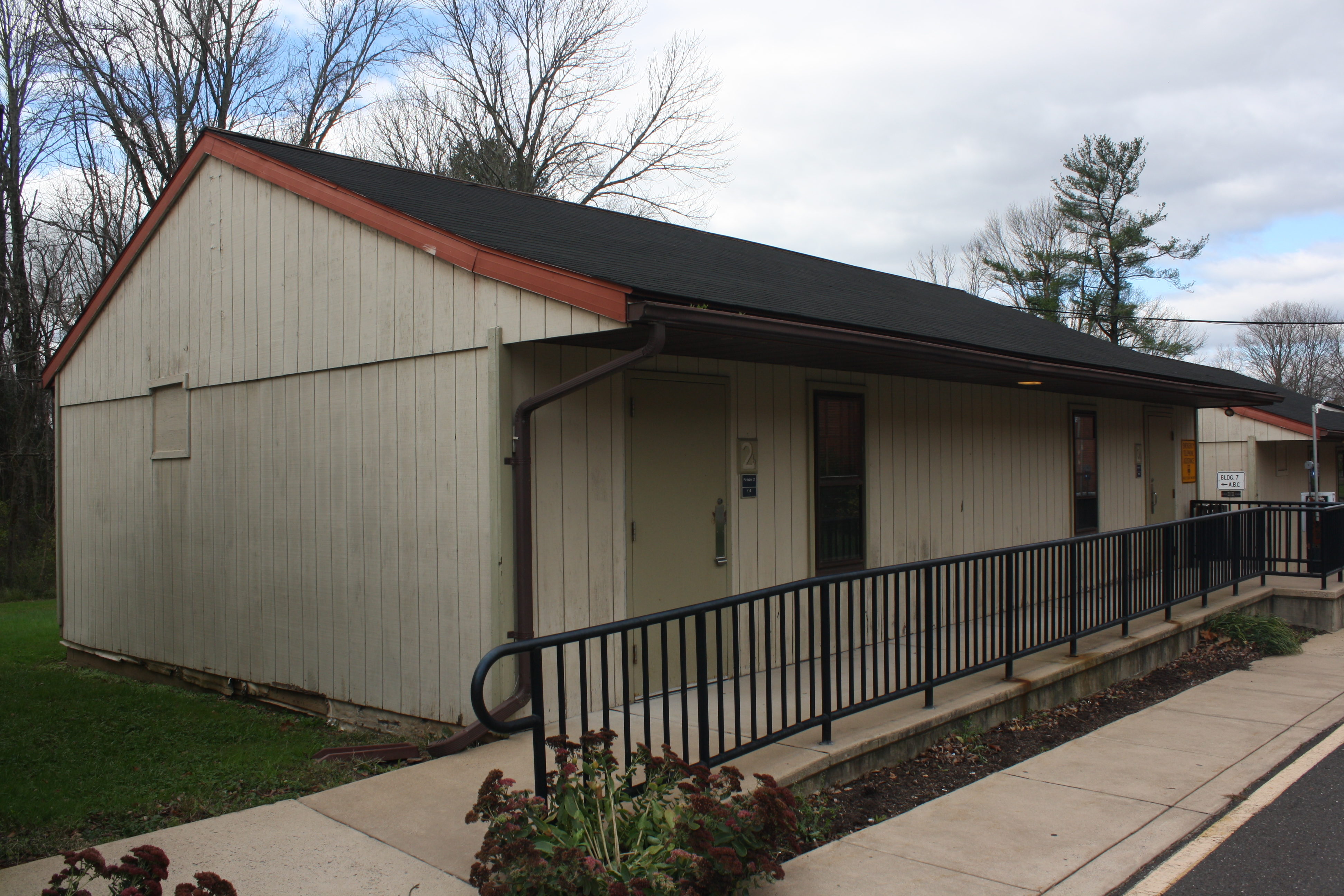
Tòa nhà lớp học di động

Mô hình này bao gồm các tòa nhà mô-đun, còn được gọi một cách thông tục trên khắp thế giới là các tòa nhà di động, nhà cấp 4, lán t, rơ-moóc, terrapins, lều, di động, tòa nhà t hoặc các tòa nhà có thể di dời. Chúng được chế tạo trước trong nhà máy và được giao thành hai hoặc nhiều phần đến một cơ sở giáo dục. Tại đó, chúng được lắp ráp thành một hoặc hai tòa nhà có kích thước bằng phòng học, thường không có nền móng cố định để có thể di chuyển. Mục đích thông thường của chúng là cung cấp không gian lớp học tạm thời cho các trường học cần thêm không gian giảng dạy, có thể là phòng học tiêu chuẩn hoặc cho các chương trình nghệ thuật, khoa học hoặc các chương trình chuyên biệt khác. Ước tính có khoảng 350.000 phòng học di động đang được sử dụng ở Hoa Kỳ. Chúng được coi là một cách hiệu quả về chi phí, nhanh chóng và tạm thời để giải quyết các vấn đề về năng lực của trường học. Tuy nhiên, chúng thường vẫn được sử dụng lâu sau thời hạn sử dụng hữu ích của chúng, không tiết kiệm năng lượng hoặc bền như các tòa nhà cố định, và đã được liên kết với các mối quan tâm về sức khỏe ở học sinh do chất lượng môi trường trong nhà kém. Các lớp học di động thường được lắp đặt tách biệt với các tòa nhà trường học cố định, có thể độc lập, nối lưng nhau thành từng cặp (để chia sẻ tiện nghi nhà vệ sinh) hoặc theo cụm. Vì vậy, chúng có thể tạo thành một khuôn viên riêng biệt cho chính chúng hoặc vì chúng thường được coi là giải pháp tạm thời cho một vấn đề, nên chúng không được quy hoạch thỏa đáng về mặt không gian, vị trí hoặc dịch vụ. Chúng cũng không được thiết kế để cung cấp một không gian học tập tối ưu phù hợp với địa điểm, cả về khả năng tiếp cận, hướng ánh sáng tự nhiên hoặc tích hợp với các không gian học tập khác trong trường học.

### Lớp học ngoài trời

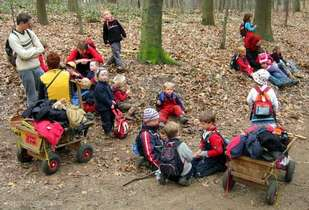
Trường mẫu giáo trong rừng

Mô hình này mô tả các không gian diễn ra giáo dục ngoài trời. Những không gian này có thể được cấu trúc hoặc hoàn toàn tự nhiên và hữu cơ. Mô hình cũng có thể bao gồm bất kỳ hoạt động và không gian nào khác ngoài cơ sở giáo dục hoặc lớp học. Nó có thể bao gồm nhiều môn học khác nhau, bao gồm các chuyến đi thực địa về sinh học và tìm kiếm côn trùng, cũng như các hoạt động trong nhà như quan sát kiểm soát hàng tồn kho tại một cửa hàng bán lẻ địa phương hoặc tham quan bảo tàng. Mô hình này thường hỗ trợ việc học tập dựa trên hoạt động và tìm hiểu và học tập trải nghiệm, với trọng tâm là "làm". Các ví dụ về học tập ngoài trời là học tập dựa trên vườn, trường mẫu giáo rừng và trường rừng.

### Lớp học trực tuyến
Mô hình VLE (Môi trường học tập ảo) là một môi trường hoặc nền tảng học tập trực tuyến, thường được sử dụng trong các tổ chức giáo dục. VLE thường có các đặc điểm sau:
- Cho phép tổ chức người tham gia thành các nhóm, nhóm và vai trò
- Trình bày tài nguyên, hoạt động và tương tác trong cấu trúc khóa học
- Cung cấp các giai đoạn đánh giá khác nhau
- Báo cáo về sự tham gia của người học
- Có một số mức độ tích hợp với các hệ thống khác của tổ chức

VLE đã được áp dụng bởi hầu hết các tổ chức giáo dục đại học trong thế giới nói tiếng Anh. Một trường học ảo là một tổ chức giáo dục trực tuyến có thể có hoặc không có cơ sở vật chất "truyền thống" mở cửa cho học sinh. Môi trường vật lý cần thiết để hỗ trợ việc này về cơ bản là bất cứ thứ gì hỗ trợ một người sử dụng các thiết bị kết nối - máy tính để bàn, máy tính xách tay, máy tính bảng hoặc thiết bị cầm tay. Các yêu cầu chính bao gồm đồ nội thất hoặc trạm làm việc tiện dụng phù hợp, nguồn điện, kết nối (Wi-Fi), điều khiển ánh sáng và cách âm để giảm thiểu tối đa sự phân tâm không mong muốn. Ngày càng có nhiều trường hợp, đây có thể là gần như bất kỳ môi trường nào có quyền truy cập vào điện thoại không dây, internet hoặc mạng thông tin liên lạc.

### Lớp học ngược
Lớp học ngược là một mô hình học tập kết hợp giữa không gian học tập truyền thống "truyền thống" và không gian giảng dạy ảo. Loại hình học tập kết hợp này đảo ngược cách sắp xếp giáo dục truyền thống bằng cách cung cấp nội dung giảng dạy, thường là trực tuyến, bên ngoài lớp học và các hoạt động theo kiểu bài tập về nhà truyền thống được chuyển vào lớp học. Do đó, cách tiếp cận này dựa trên việc biến đổi các địa điểm ngoài giờ học của học sinh (ở nhà hoặc nơi khác) thành không gian học tập. Điều này tương tự như phương pháp giáo dục được sử dụng ở các cấp lớp cao hơn và các tổ chức giáo dục đại học, nơi mà nhiều nội dung hơn được tìm kiếm bên ngoài lớp học và thảo luận, học tập dựa trên tìm tòi và các dự án thực hành được thực hiện tại cơ sở giáo dục. Ngoài giờ giảng, môi trường kỹ thuật số trở nên quan trọng như môi trường vật lý, cả hai đều nằm ngoài tầm kiểm soát của giáo viên và ngày càng được kiểm soát bởi học sinh.

## Các loại theo phương pháp học tập
Không gian học tập thường được thiết kế hoặc sử dụng cho một hoặc cả hai loại hình học tập chính là thụ động và chủ động.

### Học thụ động/dạy trực tiếp

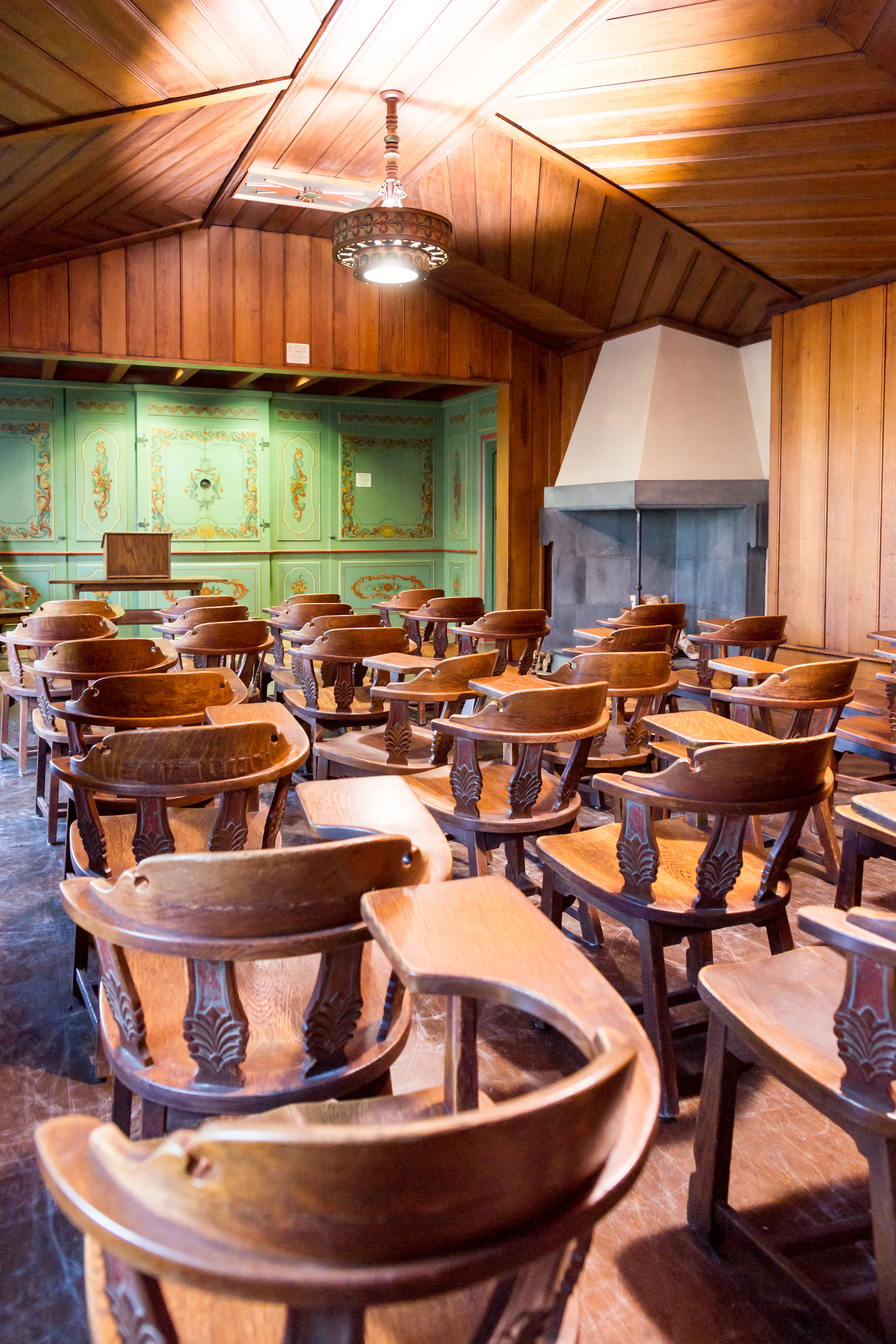
Lớp học lịch sử của Na Uy

Học tập thụ động và giảng dạy trực tiếp là hai phương pháp sư phạm lấy giáo viên làm trung tâm, được đặc trưng là "người hiền trên sân khấu". Đây là những hình thức giảng dạy phổ biến nhất trong các không gian học tập lịch sử và hiện tại, được đặc trưng bởi mô hình lớp học tiêu chuẩn: không gian cho 15 đến 40 học sinh và một giáo viên; một trạm giảng dạy cố định hoặc tường giảng dạy với bề mặt viết hoặc hiển thị bao gồm một hoặc nhiều bảng đen hoặc bảng trắng; và học sinh ngồi tại bàn, bàn học hoặc ghế dài, theo truyền thống được sắp xếp thành các hàng quay mặt vào tường giảng dạy; một bức tường có cửa sổ; một bức tường bên trong giáp với hành lang hoặc lối đi bên ngoài, có cửa, và thường không có kính để giảm thiểu sự phân tâm của học sinh; bề mặt tường có thể có thêm bề mặt hiển thị hoặc viết cho các bài học hoặc tài liệu hướng dẫn; một quầy với bồn rửa cho các lớp học ở cấp thấp hơn có thể tham gia các lớp nghệ thuật trong căn phòng này; và ở các lớp thấp hơn, tủ hoặc ngăn tủ cho áo khoác và sách của học sinh. Theo truyền thống, đồ đạc trong các lớp học ở trường sẽ được cố định, như thường thấy và vẫn tiếp tục có ở các giảng đường với chỗ ngồi kiểu rạp hát bậc thang, dốc hoặc nhiều tầng. Trong các không gian tôn giáo như nhà thờ, trạm giảng dạy nằm ở hoặc gần bàn thờ hoặc bục giảng với người học ngồi thành các hàng ghế hoặc băng ghế hướng mặt về phía người nói. Định dạng một chiều được quy định này hướng mặt vào người hướng dẫn hỗ trợ giảng dạy trực tiếp bằng cách cho người hướng dẫn và người học đối mặt trực tiếp; cơ hội tương tác giữa các học sinh bị hạn chế.

### Học tập chủ động/trải nghiệm

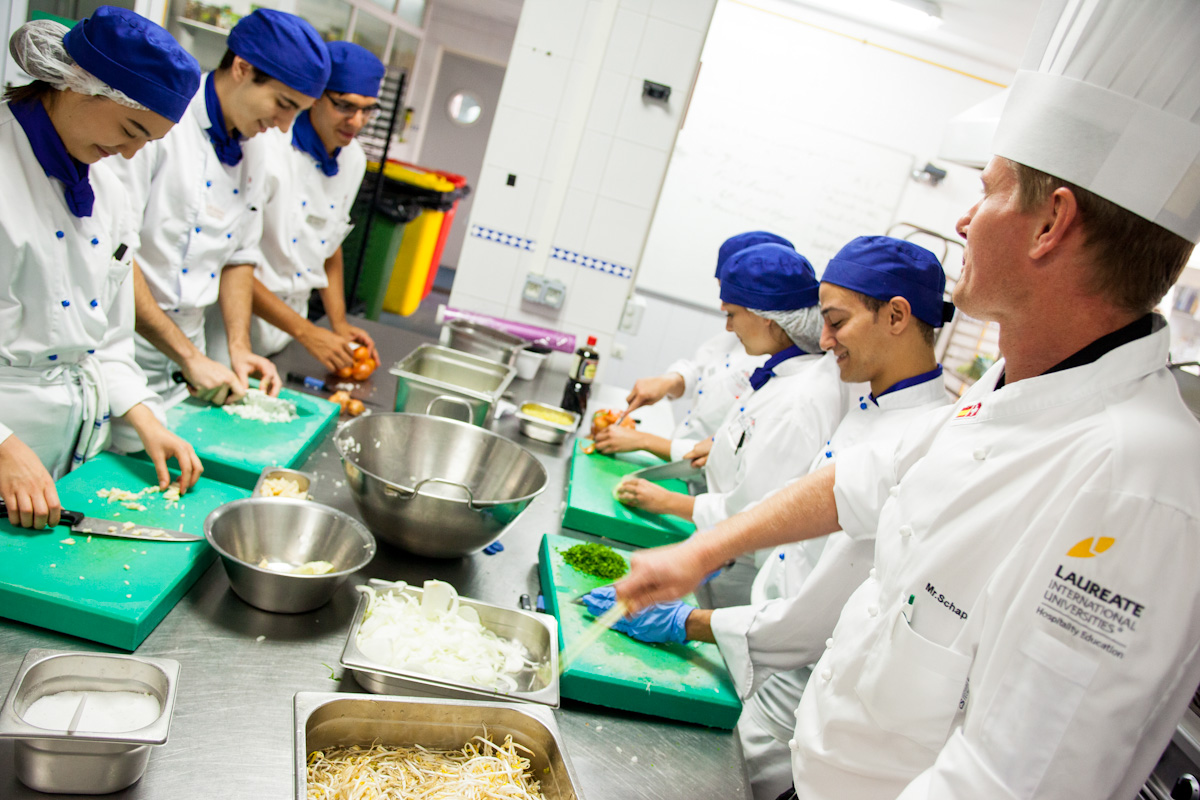
Học tập trải nghiệm tại cơ sở nghệ thuật ẩm thực

Học tập tích cực, học tập trải nghiệm, giáo dục tiến bộ và học tập cá nhân hóa là các phương pháp sư phạm lấy học sinh làm trung tâm.
- Học tập tích cực thường được định nghĩa là bất kỳ phương pháp giảng dạy nào giúp học sinh tham gia vào quá trình học tập, trong đó học sinh tham gia vào các hoạt động học tập có ý nghĩa và suy ngẫm về những gì họ đang làm. Các hoạt động điển hình bao gồm đọc, viết, thảo luận hoặc giải quyết vấn đề và thúc đẩy phân tích, tổng hợp và đánh giá nội dung học tập. Các cách tiếp cận hỗ trợ học tập tích cực bao gồm học tập hợp tác, học tập dựa trên vấn đề, thảo luận trên lớp, thảo luận nhóm nhỏ, tranh luận và sử dụng các phương pháp nghiên cứu tình huống và mô phỏng..[42][43]
- Học tập trải nghiệm thường được định nghĩa là học tập hỗ trợ học sinh áp dụng kiến thức và sự hiểu biết về khái niệm vào các vấn đề hoặc tình huống thực tế, trong đó người hướng dẫn chỉ đạo và tạo điều kiện cho việc học tập thay vì cung cấp hướng dẫn trực tiếp. Các hoạt động điển hình bao gồm nghiên cứu tình huống, nghiên cứu dựa trên vấn đề, tìm hiểu có hướng dẫn, mô phỏng, thí nghiệm và dự án nghệ thuật.[44] Các không gian học tập vật lý hỗ trợ học tập trải nghiệm bao gồm môi trường Giáo dục Nghề nghiệp và Kỹ thuật (CTE), chẳng hạn như phòng thí nghiệm khoa học gia đình và người tiêu dùng (may, nghệ thuật ẩm thực), cửa hàng dạy nghề, phòng âm nhạc, không gian biểu diễn, xưởng nghệ thuật và không gian sáng tạo.
- Giáo dục tiên tiến có nhiều điểm tương đồng với học tập được cá nhân hóa và học tập phân biệt, cũng như các không gian học tập vật lý hỗ trợ chúng. Một thiết kế tiên phong cho các không gian học tập dựa trên giáo dục tiên tiến là Trường Đảo Crow năm 1940 ở Illinois. Cấu hình của các lớp học, không gian học tập và vui chơi ngoài trời liền kề, và mối quan hệ giữa các không gian được thiết kế để hỗ trợ việc học tập cá nhân, lấy học sinh làm trung tâm, bao gồm các phương pháp tìm tòi và cá nhân hóa.
- Giảng dạy phân biệt hay học tập phân biệt nhằm đảm bảo rằng tất cả học sinh đều phát triển tất cả các kỹ năng và kiến thức quan trọng, đồng thời khuyến khích học sinh trở thành những người học độc lập hơn. Giáo viên đánh giá và theo dõi chặt chẽ các kỹ năng, trình độ kiến thức và sở thích để xác định các phương pháp hiệu quả cho tất cả học sinh ở tất cả các cấp kỹ năng và với các sở thích khác nhau. Môi trường học tập vật lý đòi hỏi nhiều loại không gian và cấu hình khác nhau, cho dù chúng ở trong nhiều cấu hình cố định hay trong các cấu hình linh hoạt và thích ứng dễ dàng (ví dụ: tường di động). Các cấu hình học sinh khác nhau yêu cầu nhiều loại và cách bố trí đồ đạc, khu vực cho công việc cá nhân yên tĩnh và khu vực cho làm việc nhóm.
- Học tập được cá nhân hóa là một khái niệm điều chỉnh giáo dục và học tập để đáp ứng các nhu cầu khác nhau của học sinh về tốc độ (cá nhân hóa), phương pháp (phân hóa) và sở thích và kinh nghiệm của người học. Cá nhân hóa rộng hơn phân hóa hoặc cá nhân hóa ở chỗ nó cung cấp cho người học mức độ lựa chọn về những gì được học, khi nào được học và như thế nào được học. Nó đã được mô tả là học tập 'bất cứ lúc nào, bất cứ nơi nào hoặc bất cứ nơi nào'. Một đặc điểm chính là nó có thể cung cấp cho người học cơ hội học theo cách phù hợp với phong cách học tập cá nhân và trí thông minh đa dạng của họ. Trường học của một người sử dụng mô hình phân phối kỹ thuật số để cá nhân hóa chương trình giảng dạy và học tập của từng học sinh.Các đặc điểm vật lý của không gian học tập chủ động được chuyên môn hóa hơn để đáp ứng các đặc điểm không gian và môi trường hỗ trợ các phương pháp học tập. Những đặc điểm này có thể bao gồm:
- Không gian lớn hơn với các cấp độ hoàn thiện khác nhau
- Tăng cường xử lý âm thanh để phân tách giữa các hoạt động và nhóm học sinh khác nhau

### Thế kỷ 21

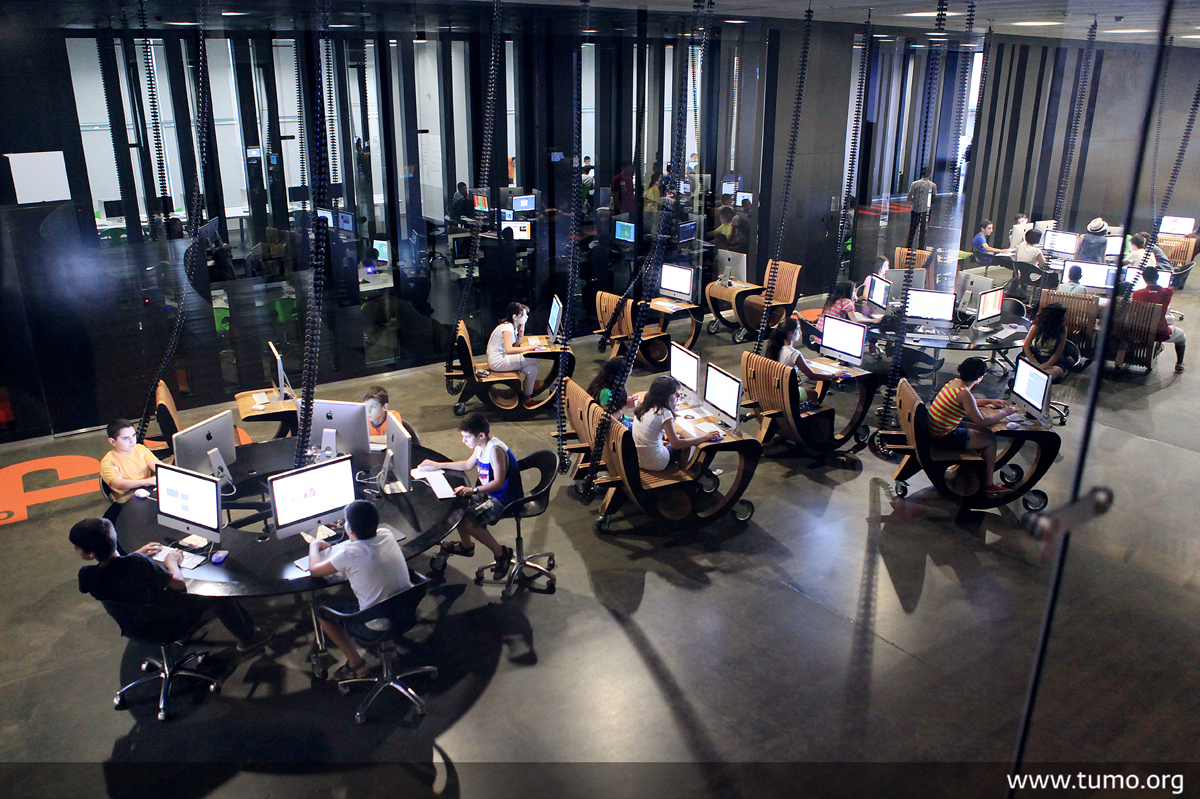
Không gian học tập dựa trên công nghệ thế kỷ 21

Một không gian học tập tập trung vào việc sử dụng và phát triển các kỹ năng và năng lực của thế kỷ 21 sẽ hỗ trợ việc học tập và thực hành các môn học cốt lõi (3R), nội dung thế kỷ 21, cộng tác, giao tiếp, sáng tạo, tư duy phản biện, kỹ năng số (ICT) , kỹ năng sống, đánh giá thế kỷ 21 và hỗ trợ công nghệ học tập từ xa, được ghi lại và phân biệt. Những môi trường này thường được tìm thấy ở các cơ sở giáo dục đại học nhưng hiện đang thay thế hoặc bổ sung cho các không gian và cấu hình truyền thống ở các trường K-12. Các không gian học tập dựa trên kỹ năng thế kỷ 21 cũng có nhu cầu vật chất tương tự như các môi trường giáo dục tiên tiến.
Không gian học tập thế kỷ 21 hỗ trợ việc học tập đa ngành, giảng dạy theo nhóm, tương tác, không bị hạn chế bởi các ràng buộc thông thường dựa trên thời gian học, trong một môi trường hỗ trợ tương tác xã hội và thúc đẩy sự tham gia của học sinh và giáo viên. Một loạt các không gian phân biệt, liên quan, linh hoạt vừa chức năng vừa hấp dẫn; tính thẩm mỹ rất quan trọng để khuyến khích sự tham dự và gắn kết. Mở rộng cách tiếp cận này ra ngoài bất kỳ căn phòng nào và vào toàn bộ cơ sở, khuôn viên trường và xa hơn, gần như bất kỳ nơi nào cũng có thể là một không gian học tập hiệu quả..
Nhu cầu chung:
- Cộng đồng học tập chuyên nghiệp: dành cho các nhà giáo dục cộng tác, chia sẻ các thực hành tốt nhất và tích hợp chương trình giảng dạy vào các hoạt động, dự án và thực hành của học sinh;
- Bối cảnh thế kỷ 21 thực tế thông qua dự án hoặc các công việc ứng dụng khác: cung cấp cho học sinh trải nghiệm học tập thực tế trong các lĩnh vực như khoa học, công nghệ, kỹ thuật, nghệ thuật và toán học (STEM), cũng như các lĩnh vực khác như kinh doanh, xã hội học và nhân văn;
- Quyền truy cập bình đẳng vào công nghệ chất lượng cao và các công cụ và tài nguyên học tập khác: đảm bảo rằng tất cả học sinh đều có quyền truy cập vào các công cụ và tài nguyên cần thiết để học tập thành công;
- Không gian và đồ nội thất cho việc học tập theo nhóm, nhóm và cá nhân: cung cấp cho học sinh nhiều lựa chọn không gian học tập khác nhau, phù hợp với nhu cầu và phong cách học tập của họ;
- Việc cố vấn và tham gia của các nguồn nhân lực bên ngoài từ cộng đồng, ngành công nghiệp và các đối tác quốc tế, cả trực tiếp và trực tuyến: kết nối học sinh với các chuyên gia trong các lĩnh vực khác nhau để họ có thể học hỏi từ kinh nghiệm và kiến thức của họ.

Nhu cầu cụ thể:
- Giảng dạy trực tiếp: Các không gian hỗ trợ giảng dạy chung, chẳng hạn như phòng học truyền thống hoặc giảng đường;
- Không gian hợp tác: Các không gian nhóm nhỏ và phòng cho cá nhân, nhóm nhỏ và nhóm lớn làm việc; bàn ghế cho nhiều nhóm học sinh và linh hoạt; nhiều hoặc di động trình bày cho các dịch vụ giảng dạy và các trạm. Không có thứ bậc, bàn tròn. Đa hướng, không có "mặt tiền" duy nhất;
- Phòng thí nghiệm: Tư duy phản biện - phòng thí nghiệm, nghiên cứu, điều tra;
- Không gian sáng tạo: Học tập thực hành: sáng tạo, tư duy phản biện, hợp tác, công việc ứng dụng;
- Không gian trình bày: Giao tiếp, hợp tác, công việc ứng dụng;
- Không gian linh hoạt: Nhiều, di động hoặc không có trạm giảng dạy được xác định, nhiều không gian và đồ nội thất khác, nhiều kích thước khác nhau. Truy cập vào công nghệ kỹ thuật số để nghiên cứu, tập dượt, trình bày, sáng tạo. Và cho việc giao tiếp và cộng tác, trực tiếp hoặc từ xa;
- Công nghệ: Giao tiếp, sáng tạo, cộng tác trực tuyến;
- Thực phẩm và đồ uống: Truy cập vào, cho sự tham gia lâu dài hơn, phát triển những nơi hấp dẫn và thú vị mà học sinh muốn học tập và làm việc; tương tự như không gian làm việc thực tế, chứng minh tính liên quan;
- Không gian chuyên môn: Văn phòng của giảng viên và phòng hợp tác bên ngoài các lớp học riêng lẻ, các cộng đồng học tập nhỏ để thúc đẩy sự tương tác cá nhân giữa các giảng viên.

### Trực tuyến
Các môi trường học tập trực tuyến, theo định nghĩa, tồn tại trong không gian kỹ thuật số (hoặc không gian mạng). Để truy cập chúng, học sinh cần cả công nghệ và môi trường vật lý hỗ trợ khả năng kết nối đó. Internet và công nghệ truyền thông kỹ thuật số cho phép học sinh truy cập thông tin và kiến thức, các công cụ, giảng viên, người cố vấn, bạn học và cộng tác viên, và tài liệu giáo dục thực tế hoặc dự án họ đang thực hiện từ các khu vực vượt xa cơ sở giáo dục. Với các thiết bị di động cao, những địa điểm này có thể ở bất cứ đâu có truy cập internet hoặc mạng truyền thông, trên hành tinh hoặc ngoài không gian. Để hiệu quả, môi trường vật lý mà học sinh truy cập môi trường ảo cần có một số thành phần chính:
- Kết nối internet ổn định: Học sinh cần có kết nối internet ổn định để truy cập vào các tài liệu học tập và tham gia các hoạt động trực tuyến.
- Thiết bị phù hợp: Học sinh cần có thiết bị phù hợp để truy cập vào môi trường học tập trực tuyến, chẳng hạn như máy tính, máy tính bảng hoặc điện thoại thông minh.
- Môi trường học tập thoải mái: Học sinh cần học tập trong môi trường yên tĩnh, đủ ánh sáng và có nhiệt độ thoải mái. Môi trường học tập cũng nên được thiết kế để loại bỏ các yếu tố gây nhiễu và hỗ trợ học sinh tập trung.
- Không gian làm việc phù hợp: Học sinh cần có không gian làm việc phù hợp để sử dụng thiết bị của họ và ghi chép. Không gian làm việc này nên đủ rộng rãi và có đủ ánh sáng.
- Sự hỗ trợ của người lớn: Học sinh có thể cần sự hỗ trợ của người lớn khi truy cập và sử dụng môi trường học tập trực tuyến. Người lớn có thể giúp học sinh giải quyết các vấn đề kỹ thuật, quản lý thời gian và tổ chức việc học tập của mình.